# Johann Matthias von Bernuth
Johann Matthias Bernuth, seit 1786 von Bernuth (* 24. Mai 1716 in Groß Rosenburg; † 6. August 1797 in Xanten) war ein deutscher Beamter.

## Leben

### Familie
Johann Matthias war ein Sohn von Johann Heinrich Bernuth (1692–1754), Lehrer in Groß Rosenburg und dessen Ehefrau Catharina Magda, geborene Hoff (* 1692). Er hatte acht Geschwister, darunter Jakob Christian (1729–1797), der mit Clara (1747–1818), einer Tochter des praktischen Arztes Barthold Florian Gerstmann verheiratet war.
Johann Matthias von Bernuth war verheiratet mit Anna Louisa (1736–1800), eine Tochter von Gerhard Haentjens (1704–1775), Zollkontrolleur in Lobith. Gemeinsam hatten sie fünf Kinder:
- August Christian (1754–1819), Hofrat und Landrentmeister in Kleve ⚭ Christina Haebert (1756–1831);
- Christina (1755–1831) ⚭ Karl Kanitz;
- Friedrich (1757–1832), Kammerpräsident in Minden und Aurich

⚭ Henriette Hopmann (1762–1790);
⚭ Sophie Charlotte Hopmann (1775–1805);
- Louise (* 1762);
- Christian (* 1771).

### Werdegang
Bernuth besuchte das Domgymnasium Magdeburg und schrieb sich am 31. Dezember 1735 an der juristischen Fakultät der Universität Halle ein.
1744 trat er in den Kameraldienst ein und wurde 1745 Sekretär bei der Kriegs- und Domänenkammer in Kleve. Im September 1763 wurde zum Kriegs- und Domänenrat befördert. Seit 1770 gehörte die Schiffbarmachung der Ruhr mit zu seinen Aufgaben. Auf Vorschlag von Friedrich Wilhelm von der Schulenburg-Kehnert wurde er im Mai 1779 zum Kammerdirektor in Kleve ernannt und war dadurch der Nachfolger des verstorbenen Johann Friedrich Lilienthal (1719–1779), sein bisheriges Amt ging an Christoph Friedrich Wilhelm vom Hagen (1754–1813). In dieser Stellung wurde Bernuth am 20. November 1786 zusammen mit seinem Bruder Jacob Christian in den erblichen preußischen Adelsstand erhoben.
Im Frühjahr 1788 gab es eine Denunziation aus Kleve sowohl gegen den Präsidenten Julius Ernst von Buggenhagen als auch gegen ihn, in dem ihm unseriöses Kreditgebaren und sein großes Vermögen vorgeworfen wurden. Auf eigenen Wunsch nahm er mit Ordre vom 13. Juni 1788 seinen Abschied und erhielt anschließend eine Pension von 600 Talern. Seine Zurruhesetzung wurde zwar mit seinem gesundheitlichen Zustand begründet, die Hauptursache war jedoch die fiskalische Untersuchung gegen ihn. Der König schlug die Untersuchung aufgrund des hohen Alters von Johann Matthias von Bernuth Mitte Juni 1788 nieder; spätere Recherchen erwiesen die Haltlosigkeit der Vorwürfe.